# HD 217107 c
HD 217107 c – planeta pozasłoneczna okrążająca gwiazdę HD 217107.
Jest to gazowy olbrzym, poruszający się po silnie ekscentrycznej orbicie. Według symulacji, temperatura na powierzchni planety waha się między 198 K a 106 K.